# Love Lust Tour
Tournées par Thirty Seconds to Mars
Love, Lust, Faith and Dreams Tour
(2013-2014)
Le Love Lust Tour est la huitième tournée du groupe américain Thirty Seconds to Mars (si on ne compte pas leur tournée commune avec Linkin Park et AFI, le Carnivores Tour).

Elle a été annoncée le 15 octobre 2014, alors que le Love, Lust, Faith and Dreams Tour touchait à sa fin.
C'est la deuxième tournée basée sur leur dernier album, Love, Lust, Faith and Dreams. Ils reproduisent donc le même schéma qu'en 2011, lorsqu'ils avaient fait une deuxième tournée, Closer to the Edge Tour, pour leur troisième album This Is War.
À Dubaï, un concours a été organisé pour élire un groupe ou un chanteur local afin d'assurer la première partie du concert, aux côtés du groupe Juliana Down.

## Groupe
- Jared Leto : chant, guitare
- Shannon Leto : batterie
- Tomo Milicevic : guitare, clavier et chœurs
- Stevie Aiello : clavier, basse, chœurs

## Liste des morceaux
Intro : Carmina Burana : O Fortuna
1. Up in the Air
2. Search and Destroy
3. This Is War
4. Conquistador
5. Kings and Queens
6. Do or Die
7. City of Angels
8. End of All Days

Partie acoustique :
1. Save Me
2. Hurricane
3. The Kill (Bury Me)
4. A Beautiful Lie
5. From Yesterday

Encore :
1. Bright Lights
2. Night of the Hunter
3. Closer to the Edge

## Dates de la tournée
| Date                 | Ville             | Pays                | Lieu                       | Première partie / Commentaire |
| -------------------- | ----------------- | ------------------- | -------------------------- | ----------------------------- |
| 8 mars 2015          | Sotchi            | Russie              | Arène de glace Chaïba      |                               |
| 10 mars 2015         | Voronej           | Russie              | Palais des sports          |                               |
| 12 mars 2015[a]      | Saratov           | Russie              | Palais des sports Crystal  |                               |
| 13 mars 2015         | Volgograd         | Russie              | Palais des sports          |                               |
| 15 mars 2015         | Togliatti         | Russie              | Palais des sports Volgar   |                               |
| 18 mars 2015         | Saint-Pétersbourg | Russie              | SKK                        |                               |
| 22 mars 2015[b]      | Moscou            | Russie              | Olimpiski                  |                               |
| 23 mars 2015[b]      | Oufa              | Russie              | Oufa Arena                 |                               |
| 24 mars 2015         | Tcheliabinsk      | Russie              | Arena Unost'               |                               |
| 26 mars 2015         | Perm              | Russie              | Palais des sports Molot    |                               |
| 28 mars 2015         | Omsk              | Russie              | Palais des sports Blinova  |                               |
| 29 mars 2015         | Novossibirsk      | Russie              | LDS Sibir                  |                               |
| 31 mars 2015         | Krasnoïarsk       | Russie              | Palais des sports Yarygina |                               |
| 1er avril 2015       | Moscou            | Russie              | Hôtel Metropol             | concert acoustique            |
| 2 avril 2015         | Nijni Novgorod    | Russie              | Expo Yarmarka              |                               |
| 4 avril 2015         | Minsk             | Biélorussie         | Chizhovka Arena            |                               |
| 2 mai 2015[c]        | Ischgl            | Autriche            | Station de ski             |                               |
| 4 mai 2015[d]        | Gdańsk / Sopot    | Pologne             | Ergo Arena                 | Glassesboys,                  |
| 6 mai 2015[e]        | Kiev              | Ukraine             | Palais des sports          |                               |
| 8 mai 2015           | Paris             | France              | Bataclan                   | concert acoustique            |
| 9 mai 2015           | Londres           | Royaume-Uni         | Église St John (en)        | concert acoustique            |
| 11 mai 2015          | Rome              | Italie              | Hôtel Excelsior            | concert acoustique[f]         |
| 25 septembre 2015[g] | Dubaï             | Émirats arabes unis | World Trade Centre Arena   | Juliana Down                  |
| 27 septembre 2015    | Getafe            | Espagne             | Neox Rocks                 |                               |
| 30 septembre 2015    | Athènes           | Grèce               | Terra Vibe Park            |                               |